# عبد الحميد الشواربي
عبد الحميد الشواربي هو رجال أعمال مصري الجنسية، هو الرئيس السادس لنادي الزمالك، تولي رئاسة النادي في عام 1955 بعد تنازل الدكتور محمود شوقي عن رئاسة النادي، حيث استمرت رئاسته لنادي 3 شهور فقط ثم استقال من منصبه بعد ذلك.